# Siwakorn Sangwong
Siwakorn Sangwong (tiếng Thái: ศิวกร แสงวงศ์, sinh ngày 6 tháng 2 năm 1997) là một cầu thủ bóng đá người Thái Lan thi đấu ở vị trí tiền vệ phòng ngự cho câu lạc bộ Giải bóng đá Ngoại hạng Thái Lan Bangkok Glass.